# Pool Getafe
El Pool Getafe fou un equip de bàsquet femení de Getafe. Va ser creat el 1996 a partir del primer equip del Club Bàsquet Godella, vigent campió de lliga i finalista de l'Eurolliga.
L'equip va ser finalista de l'Eurolliga el 1998, i també va obtenir campionats de lliga i copa en els dos anys que va funcionar fins a desaparèixer, per falta de patrocinadors, el 1998. Llavors l'equip tenia un pressupost d'uns 100 milions de pessetes.

## Palmarès
- 2 Lligues espanyoles de bàsquet femenina:
  - 1996-97, 1997-98
- 2 Copes espanyoles de bàsquet femenina:
  - 1996-97, 1997-98